# Ndai
Ndai, neboli též Gower, je korálový ostrov ležící ve východní části Šalomounova souostroví v jihozápadním Pacifiku. Nachází se 43 kilometrů severně od ostrova Malaita a administrativně náleží do provincie Malaita. Jelikož je ostrov v podstatě odhalený korálový útes, vystupuje pouze málo nad mořskou hladinu.
Na tropickou vegetací porostlém ostrově se nachází jediná vesnice Bethlehem.
Odpoledne 24. srpna 1942 zde během bitvy u východních Šalomounů nouzově přistál palubní útočný letoun Typ 97 (B5N2 „Kate“) ittó hikó heisó (一等飛行兵曹 ~ četař) Takamori Sató z letadlové lodě Rjúdžó. Tříčlennou posádku druhý den zachránil torpédoborec Močizuki.